# Xizicus megalobatus
Xizicus megalobatus är en insektsart som först beskrevs av Wei Ying Hsia och Xiangwei Liu 1990.  Xizicus megalobatus ingår i släktet Xizicus och familjen vårtbitare. Inga underarter finns listade i Catalogue of Life.